# Gracilibacteria
Gracilibacteria es una clase candidata de bacterias recientemente propuesta, previamente conocida como GN02 o BD1-5. La clase se caracteriza por su inusual utilización del código genético. La diferencia con respecto a las demás bacterias es la recodificación de la secuencia de tres letras UGA (secuencia  de bases Uracilo-Guanina-Adenosina), conocida como codón de terminación ópalo. En el caso de estas bacterias UGA representa un codón de glicina adicional en vez de codificar la terminación. Esta clase forma parte del grupo CPR o Minisyncoccota, una extensa línea filogenética de bacterias recientemente descubierta.